# RAF Leeming
Leeming (engelska: Royal Air Force Station Leeming, RAF Leeming) är en flygplats i Storbritannien.   Den ligger i grevskapet North Yorkshire och riksdelen England, i den centrala delen av landet, 300 km norr om huvudstaden London. Leeming ligger 40 meter över havet.
Terrängen runt Leeming är platt, och sluttar österut. Runt Leeming är det ganska tätbefolkat, med 67 invånare per kvadratkilometer. Närmaste större samhälle är Ripon, 17,4 km söder om Leeming. Trakten runt Leeming består till största delen av jordbruksmark.